# Tcherkezi
Tcherkezi ou Čerkezi (en macédonien Черкези, en albanais Çerkezi) est un village du nord de la Macédoine du Nord, situé à la périphérie de la municipalité de Koumanovo. Il est majoritairement albanais.
Sur une superficie de 35,55 km2, on dénombre 6’310 Albanais installés dans 900 habitations (2007), soit une densité moyenne de 177 habitants pour 1 km2.
Il existe également un grand nombre de tribus vivant dans une grande partie des terres albanaises. Pendant des années, les habitants ont vécu en parfaite harmonie les uns avec les autres. Maintenant, Čerkezi, se compose de ces villages.
Un chemin de fer traverse le village sous la forme d’une rivière. Au sud, le village est divisé par une route nommée « rruga e vjetër », que nous pouvons traduire par « l'ancienne route ».
On y trouve deux restaurants « Kulla » et « Royal Palace », de nombreux magasins et cybercafés, des entreprises privées, une école, et une mosquée.
Ce qui caractérise ce village, ce sont les habitants qui viennent d’environ 65 autres villages de Macédoine, de la vallée de Presevo et du Kosovo.

## Démographie
Lors du recensement de 2002, le village comptait :
- Albanais : 3 719
- Bosniaques : 4
- Macédoniens : 2
- Autres : 16